# الدوري الإيطالي 1913–14
دوري الفئة الأولى الإيطالي 1913–14 هي النسخة السابعة عشر من دوري الدرجة الأولى الإيطالي بمسماه الجديد. توج في هذه النسخة نادي كاسالي، ليضمن بذلك أول لقب له في هذه البطولة.

## النهائي
لعب في 5 يوليو و12 يوليو
| الفريق الأول | إجم. | الفريق الثاني | مباراة الذهاب | مباراة الإياب |
| ------------ | ---- | ------------- | ------------- | ------------- |
| كاسالي       | 1-9  | لازيو         | 1-7           | 0-2           |

## اللقب

### البطل
| الدوري الإيطالي الدرجة الأولى بطل 1913–14 |
| ----------------------------------------- |
| كاسالي اللقب الأول                        |
|                                           |